# Opposition officielle (Québec)
Pour les articles homonymes, voir Opposition parlementaire.
L'opposition officielle au Québec est le parti politique ne faisant pas partie du gouvernement ayant obtenu le plus grand nombre de sièges à l'Assemblée nationale. Actuellement, le parti de l'opposition officielle est le Parti libéral du Québec.
Dans l'histoire du Québec, cinq partis ont formé l'opposition officielle :  le Parti conservateur du Québec, le Parti libéral du Québec, l'Union nationale, le Parti québécois et l'Action démocratique du Québec.

## Description
Lors des élections générales québécoises, le parti politique ayant obtenu le plus grand nombre de sièges se retrouve généralement désigné par le lieutenant-gouverneur pour former le gouvernement, tandis que le second parti ayant le plus grand nombre de sièges, sans faire partie du gouvernement, devient l'opposition officielle.
Dans certaines circonstances, l'opposition officielle n'est pas formée par le deuxième parti ayant le plus de sièges à l'Assemblée nationale. À titre d'exemple, en 1935, le titre est revenu au troisième parti (Parti conservateur du Québec), en raison d'une alliance entre celui-ci et le deuxième parti (Action libérale nationale). De même, à la suite des élections de 1886, bien que le Parti libéral du Québec arrive en première position, il conserve le statut d'opposition officielle en raison du refus du Parti conservateur du Québec de quitter le pouvoir. Un vote de confiance changera la situation 3 mois plus tard.
Lors d'un gouvernement minoritaire, le parti d'opposition a un pouvoir d'influence non négligeable quant aux décisions du parti au pouvoir. Lors d'un gouvernement majoritaire, l'opposition continue de vérifier les projets du pouvoir, mais a moins d'influence.[réf. nécessaire]

## Liste des partis formant l'opposition
|  | Années      | Parti               |
|  | ----------- | ------------------- |
|  | 1869 - 1878 | Libéral             |
|  | 1878 - 1879 | Conservateur        |
|  | 1879 - 1887 | Libéral             |
|  | 1887 - 1891 | Conservateur        |
|  | 1892 - 1897 | Libéral             |
|  | 1897 - 1936 | Conservateur        |
|  | 1936 - 1939 | Libéral             |
|  | 1939 - 1944 | Union nationale     |
|  | 1944 - 1960 | Libéral             |
|  | 1960 - 1966 | Union nationale     |
|  | 1966 - 1970 | Libéral             |
|  | 1970 - 1973 | Union nationale     |
|  | 1973 - 1976 | Parti québécois     |
|  | 1976 - 1985 | Libéral             |
|  | 1985 - 1994 | Parti québécois     |
|  | 1994 - 2003 | Libéral             |
|  | 2003 - 2007 | Parti québécois     |
|  | 2007 - 2008 | Action démocratique |
|  | 2008 - 2012 | Parti québécois     |
|  | 2012 - 2014 | Libéral             |
|  | 2014 - 2018 | Parti québécois     |
|  | 2018 - ...  | Libéral             |